# Isla Çarpanak
Isla Çarpanak (en turco: Çarpanak Adası), llamada también Ktuts o Ktouts (en armenio: Կտուց կղզի, Ktuts kghzi), es una pequeña isla en el lago Van. En 2019 se encuentra deshabitada, pero antes tenía un monasterio armenio llamado Ktuts cuyas ruinas son todavía visibles, ya que fue destruido en un terremoto y reconstruido varias veces. Administrativamente pertenece a la provincia de Van, en Turquía. Se accede a ella a través de botes.

## Galería

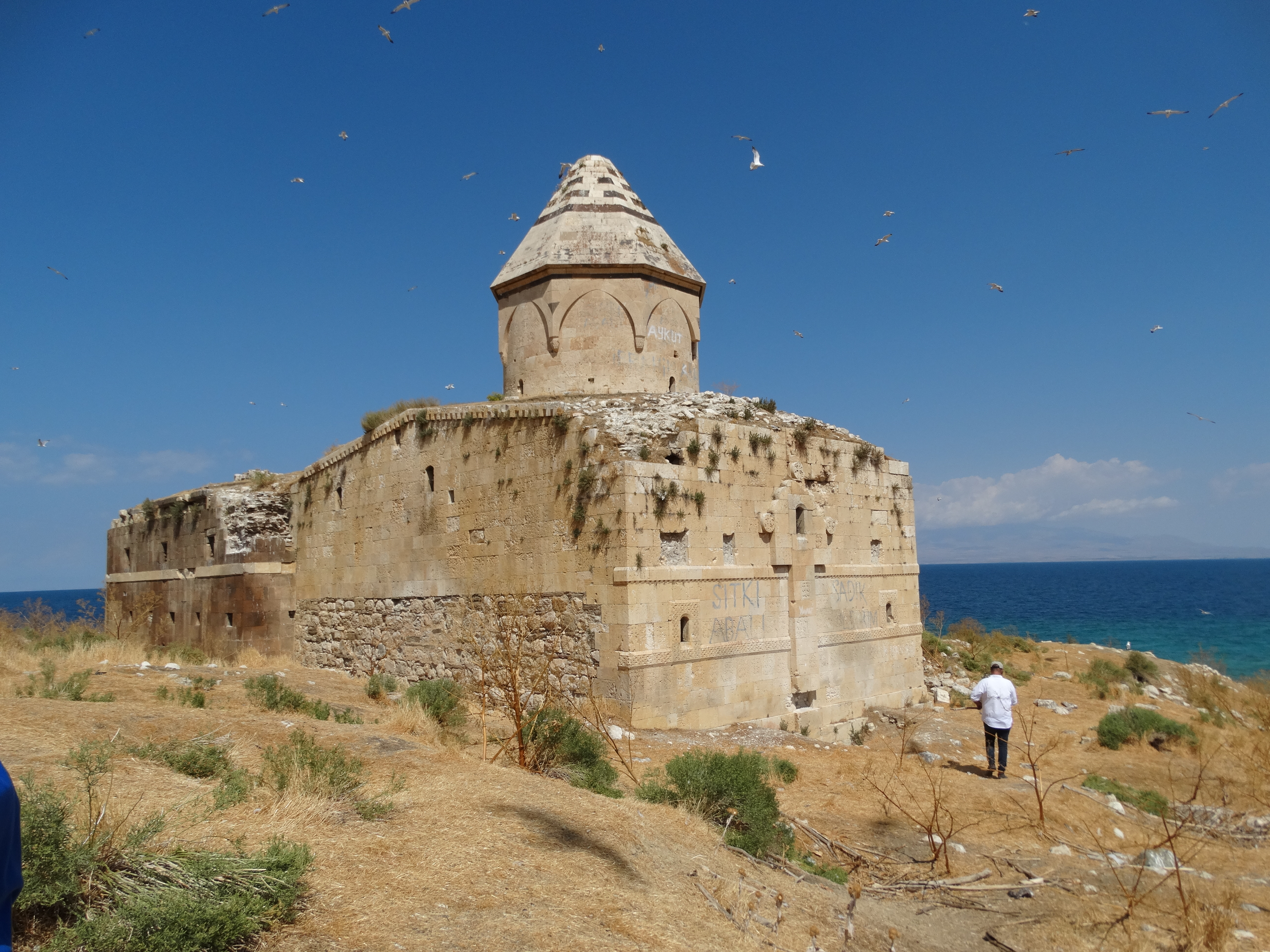
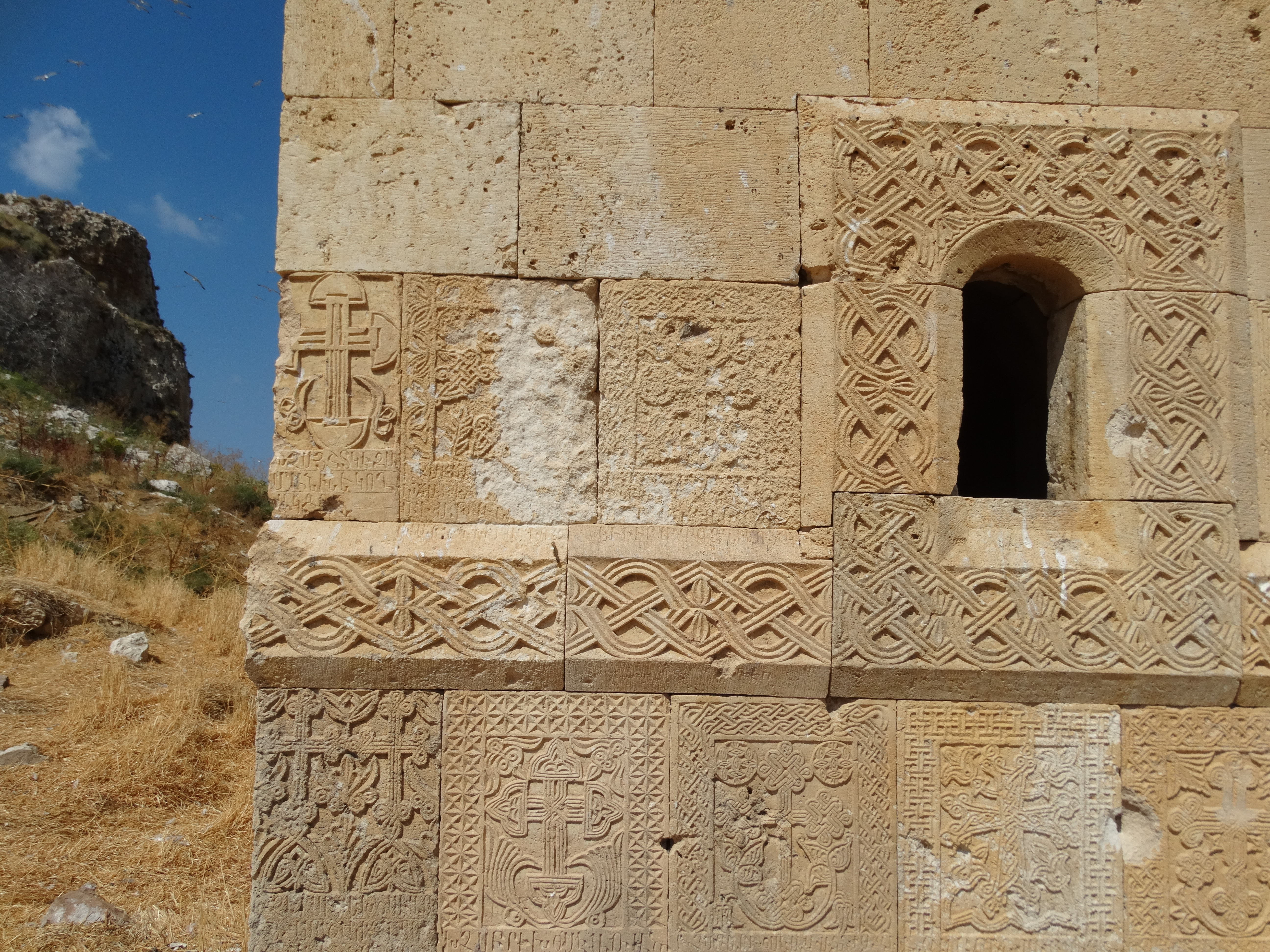
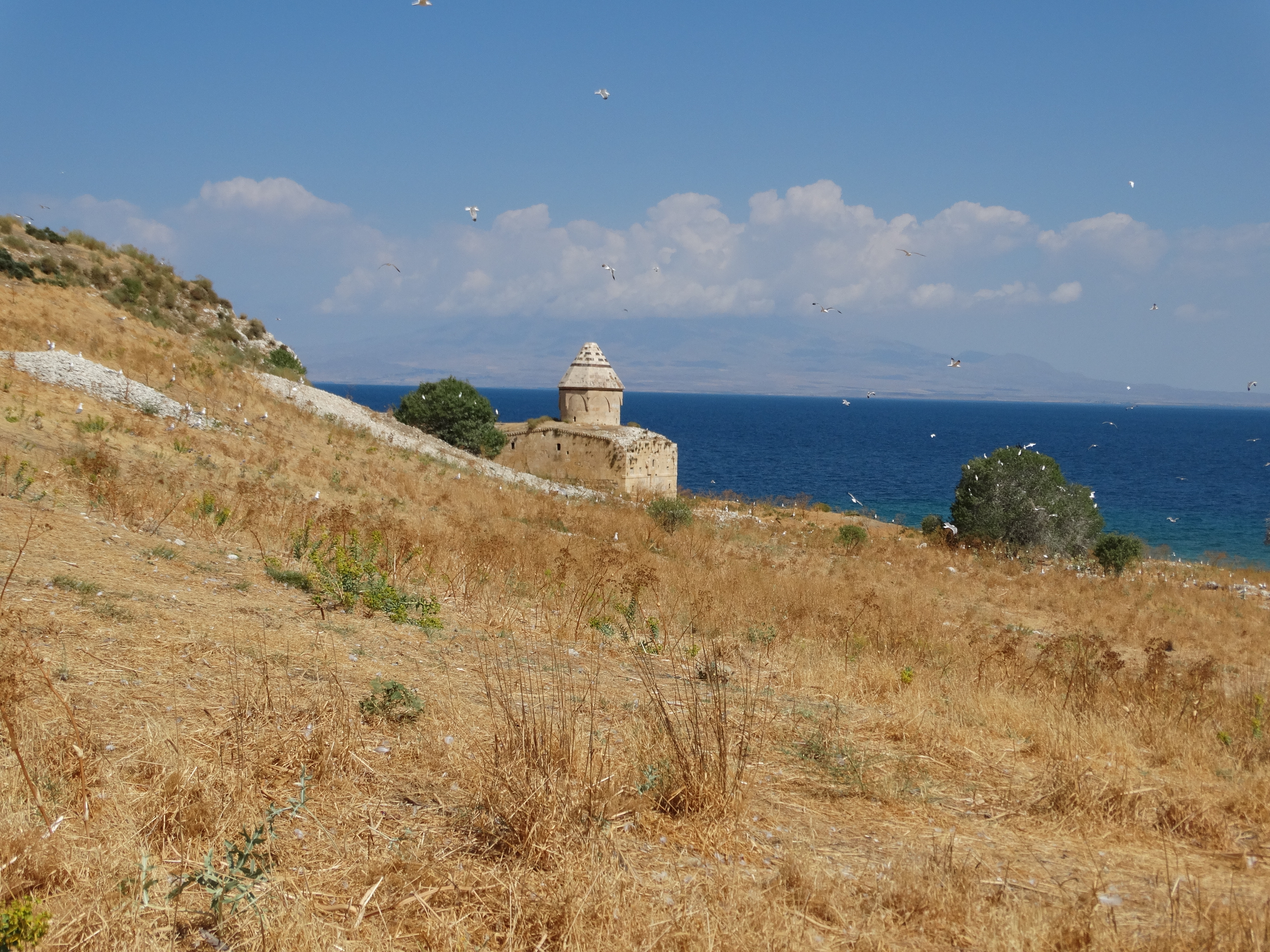
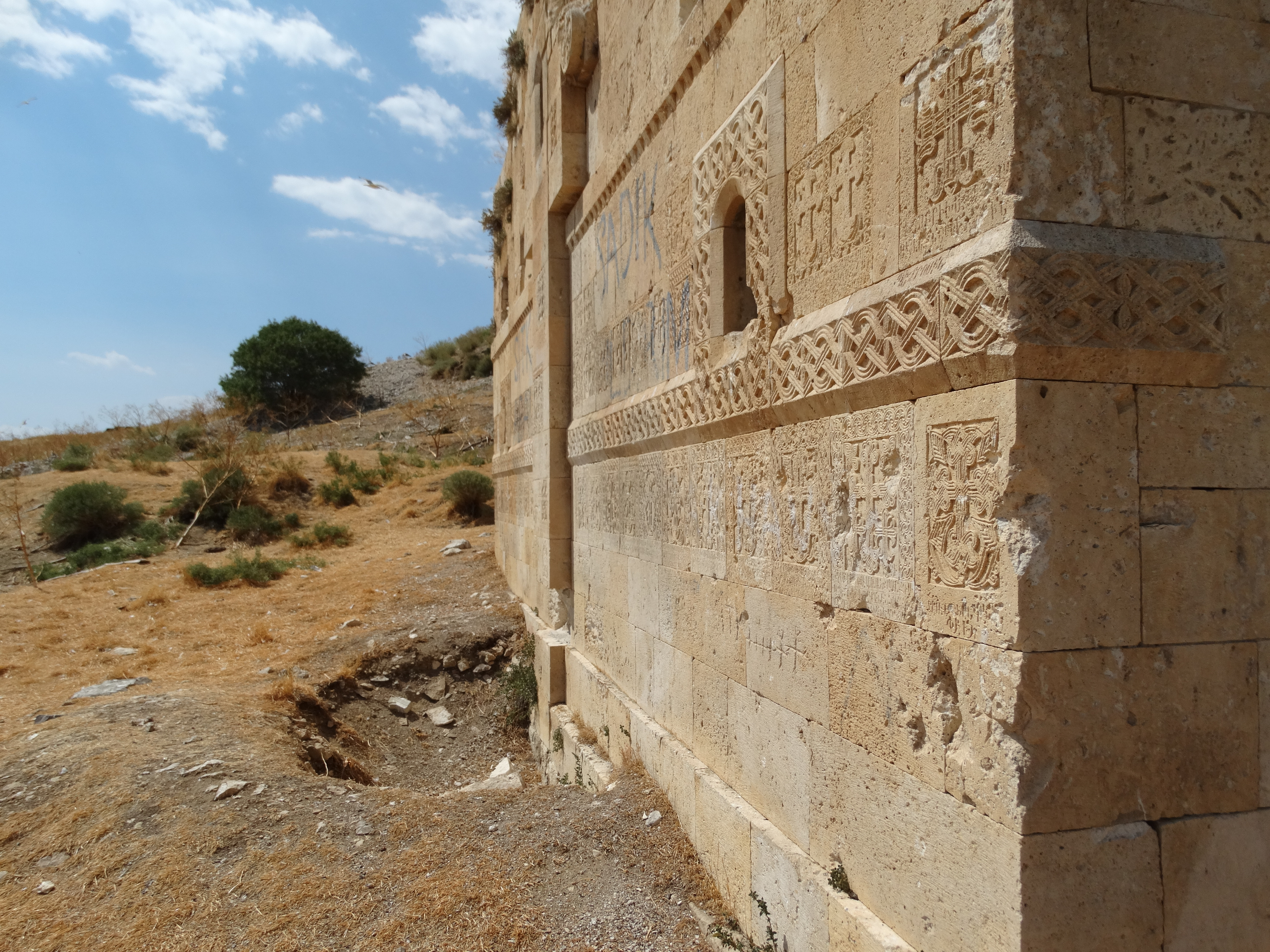
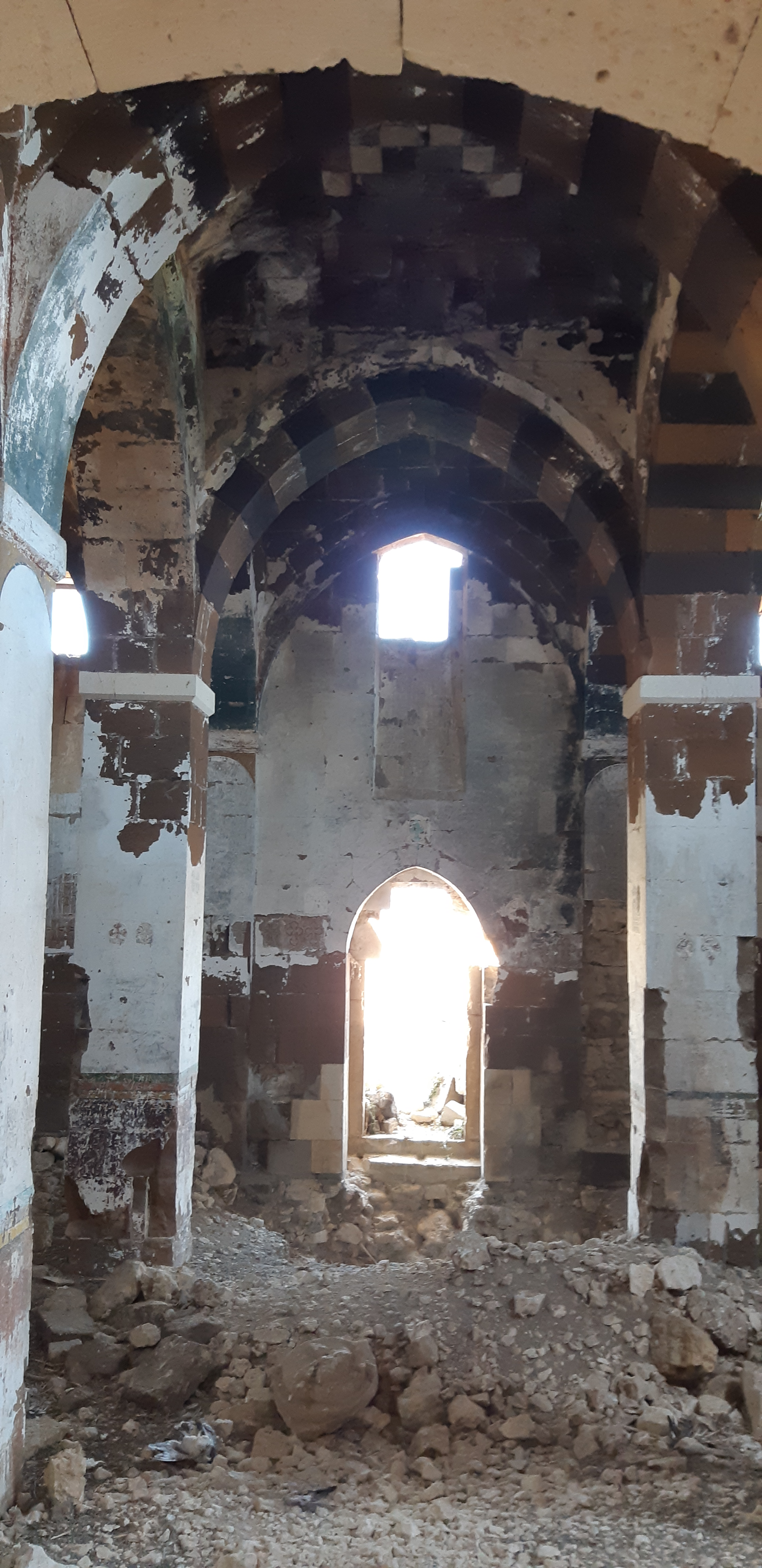
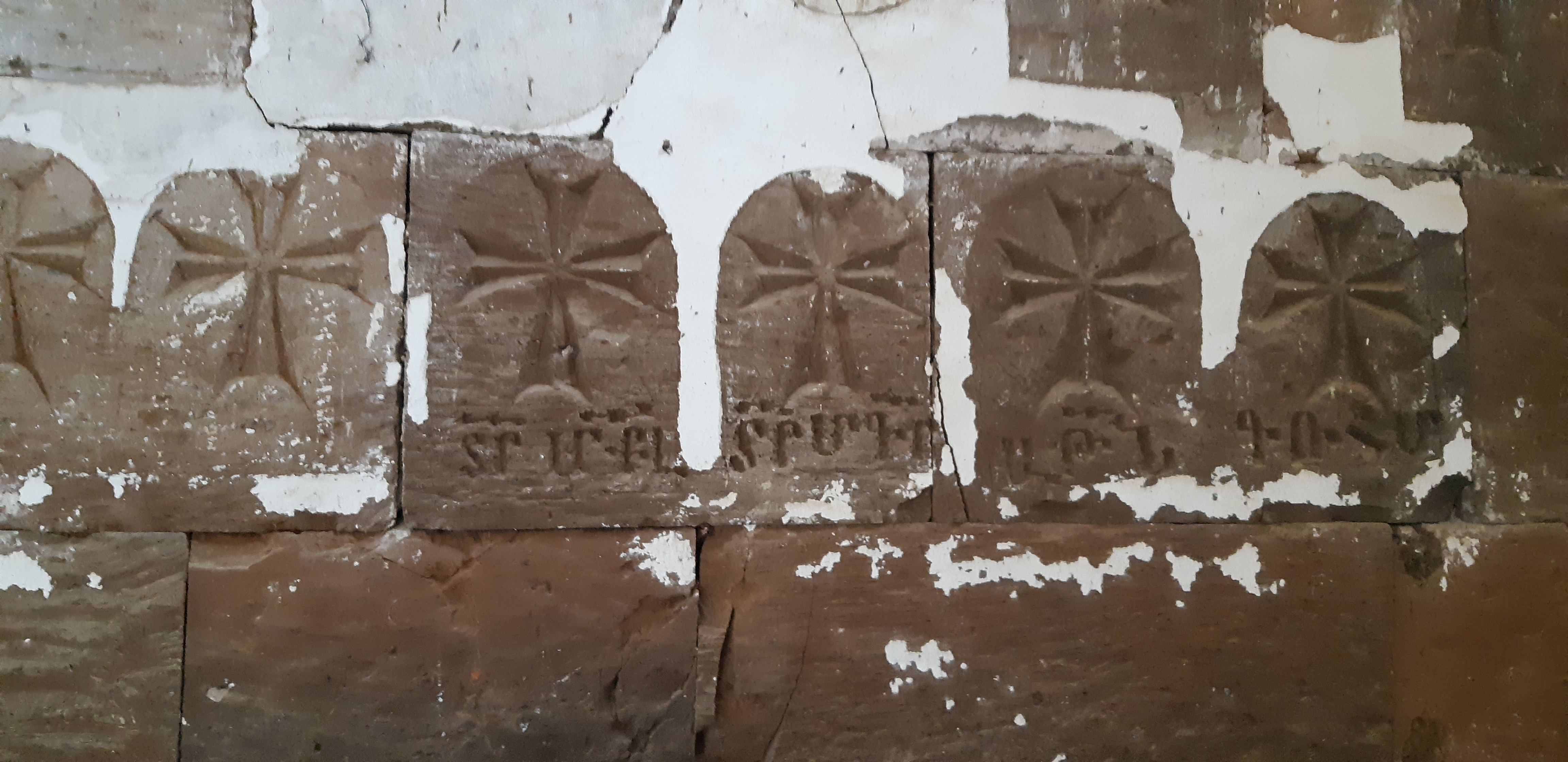